# Српска православна црква Светог Николе у Доњим Петровцима
Српска православна црква Светог Николе у Доњим Петровцима, месту у општини Рума, подигнута је почетком 19. века. Подигнута је на ивици насеља, крај остатака римског утврђења Басијане. Црква у Доњим Петровцима представља споменик културе од великог значаја.

## Изглед
Храм Светог Николе је једнобродна грађевина са звоником испред западног прочеља, о чијем времену изградње сведоче како стилске одлике архитектуре тако и архивски подаци и године забележене на олтарској прегради. Фасаде су лезенама издељене на једнака поља чији су једини украс сегментно завршени прозори, односно слепе нише истог облика. И нише и прозори надвишени су полукружним испустима у виду слободностојећег натпрозорника. Високи звоник има на врху лантерну, а међуспратне конструкције обележене су широко профилисаним венцима који се изнад приземног дела грађевине наставља у кровни венац читаве цркве.
У ентеријеру највише пажње привлачи раскошна резбарија иконостаса, дело карловачког мајстора Марка Вујатовића. Изведена је у традицији барокних схватања, са обиљем флоралних мотива који украшавају пиластре, стубове са коринтским капителима и остале конструктивне елементе преграде. Преко педесет икона – од којих се једна налази на митрополитском столу – насликао је 1803. године Јован Пантелић, али су током 19. века више пута пресликаване.